# Юкатанское море
Юката́нское море (Кайманское море) — северо-западная часть Карибского моря, выделяемая по наличию замкнутой котловины, и представляющая собой океаническое окраинное море. Относится к Средне-Американскому океаническому бассейну. Ограничено Юкатаном — на западе, Гаити — на востоке, Кубой — на севере, Ямайкой и Гондурасом — на юге. Сообщается: с Мексиканским заливом через Юкатанский пролив на севере, c Багамским морем через Наветренный пролив на востоке, с Карибским морем через проливы на юге.
Международная гидрографическая организация не признаёт существование данного моря, никак не выделяя и не именуя соответствующую часть Карибского моря.